# Noah Korczowski
Noah Korczowski (* 8. Januar 1994 in Marl) ist ein deutscher Fußballspieler.

## Karriere
1998 begann Korczowski mit dem Fußballspielen in seiner Geburtsstadt beim TSV Marl-Hüls, 2003 wechselte er in einen anderen Ortsteil zum VfL Drewer. Nach zwei Jahren ging er in die Nachbarstadt Herten zur SG Langenbochum. 2006 folgte schließlich der Wechsel zum FC Schalke 04. Von dort aus wurde er für verschiedene Jugendnationalmannschaften des DFB nominiert und kam dabei auch bei der U-17-Weltmeisterschaft 2011 in Mexiko zu vier Einsätzen, zuletzt im Spiel um Platz drei, das Deutschland gegen Brasilien gewann. 2012 gewann er mit Schalke 04 die deutsche U-19-Meisterschaft. Nachdem er mit den Schalkern Platz eins in der Gruppe West belegt hatte, spielte er im Finale gegen Bayern München.
Zur Saison 2012/13 wurde Korczowski vom Bundesligisten 1. FC Nürnberg verpflichtet. Seinen ersten Auftritt hatte er dort im Abschiedsspiel für Marek Mintál, als er in der 85. Minute eingewechselt wurde. Fortan spielte er mit der zweiten Mannschaft in der Regionalliga Bayern. Am 3. November 2012 kam er schließlich zu seinem ersten Profieinsatz bei einem Heimsieg gegen den VfL Wolfsburg; er wurde in der 87. Minute eingewechselt. Am 30. Januar 2014 wechselte Korczowski in die zweite Mannschaft (U-23) des VfL Wolfsburg. Sein Vertrag lief bis 30. Juni 2016.
Zur Saison 2016/17 wechselte er zum 1. FSV Mainz 05 II in die 3. Liga. Mit der Mainzer Reserve stieg er in die Regionalliga Südwest ab.
Zur Saison 2018/19 wechselte er zur SG Wattenscheid 09 in die Regionalliga West. In der Winterpause wechselte er zum Ligakonkurrenten Rot-Weiss Essen. Nach einem halben Jahr verließ er auch RWE wieder und schloss sich dem Regionalligaaufsteiger TuS Haltern an.